# Pseudopulvinaria sikkimensis
Pseudopulvinaria sikkimensis är en insektsart som beskrevs av Atkinson 1889. Pseudopulvinaria sikkimensis ingår i släktet Pseudopulvinaria och familjen skålsköldlöss. Inga underarter finns listade i Catalogue of Life.